# Teresa Ciepły
Teresa Barbara Ciepły (született Wieczorek; Brodnia, 1937. október 19. – Bydgoszcz, 2006. március 8.) olimpiai és Európa-bajnok lengyel atléta, futó.

## Pályafutása
Tagja volt az 1960-as római olimpiai játékokon bronzérmes négyszer százas lengyel váltónak. Két évvel később a belgrádi Európa-bajnokságon két aranyérmet is nyert. Győzött a váltó tagjaként, valamint megnyerte a 80 méteres gátfutás versenyszámot is. Elindult 100 méteres síkfutásban is a tornán; itt bronzérmes lett. Ebben az évben ő lett az év lengyel sportolója. 
Az 1964-es olimpiai játékokon Tokióban két érmet szerzett. Győzött hazája négyszer százas váltójával, valamint második lett a 80 méteres gátfutáson. A váltót Irena Kirszenstein, Halina Górecka és Ewa Kłobukowska társaként teljesítette, négyesük 43,6-os időt ért el a döntőben, ami új világrekord volt.
Férje, Olgierd Ciepły sikeres kalapácsvető volt.

## Egyéni legjobbjai
- 100 méteres síkfutás – 11,5 s (1962)
- 200 méteres síkfutás – 24,7 s (1960)
- 80 méteres gátfutás – 10,77 s (1964)
- Magasugrás – 1,50 m (1960)
- Távolugrás – 6,22 (1962)